# Stema Banatului

Stema Banatului

Banatul nu a avut o stemă proprie în Evul Mediu. Comisia Heraldică a României a elaborat în 1921 o compoziție care să îi fie atribuită. Aceasta amintește mai mult de Banatul de Severin și reprezintă podul lui Apollodor din Damasc, construit între 103 și 105. Încă din momentul elaborării a fost contopită cu stema Olteniei. 
Așadar stema Banatului este compusă dintr-un scut roșu în care e reprezentat un pod de aur, cu două arcade, la baza căruia se află valuri albastre.

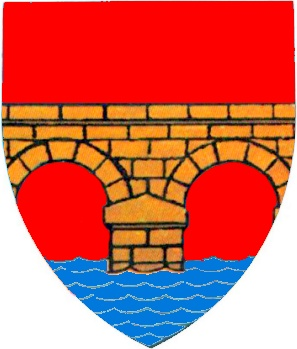
Stema Banatului, așa cum a fost elaborată în 1921
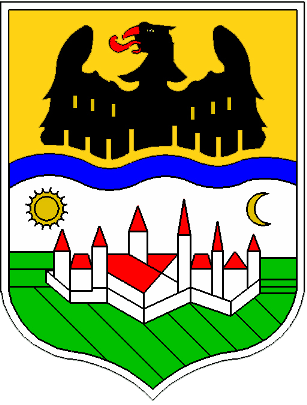
Stema șvabilor bănățeni